# Santiago Challenger 1997
Il Santiago Challenger 1997 è stato un torneo di tennis facente parte della categoria ATP Challenger Series nell'ambito dell'ATP Challenger Series 1997. Il torneo si è giocato a Santiago in Cile dal 30 settembre al 5 ottobre 1997 su campi in terra rossa.

## Vincitori

### Singolare
Guillermo Cañas ha battuto in finale  Dennis van Scheppingen con il punteggio di 4–6, 7–5, 6–3

### Doppio
Lucas Arnold Ker /  Jaime Oncins hanno battuto in finale  Diego del Río /  Mariano Puerta con il punteggio di 6–2, 6–2